# Mycangimycin
Mycangimycin ist eine sehr mehrfach ungesättigte Fettsäure, die als Polyen sieben konjugierte Doppelbindungen in (Z)- und (E)-Konfiguration aufweist, sowie ein cyclisches Peroxid (Dioxolanring). Es handelt sich um eine optisch aktive Substanz mit einer negativem Drehwert.

## Vorkommen

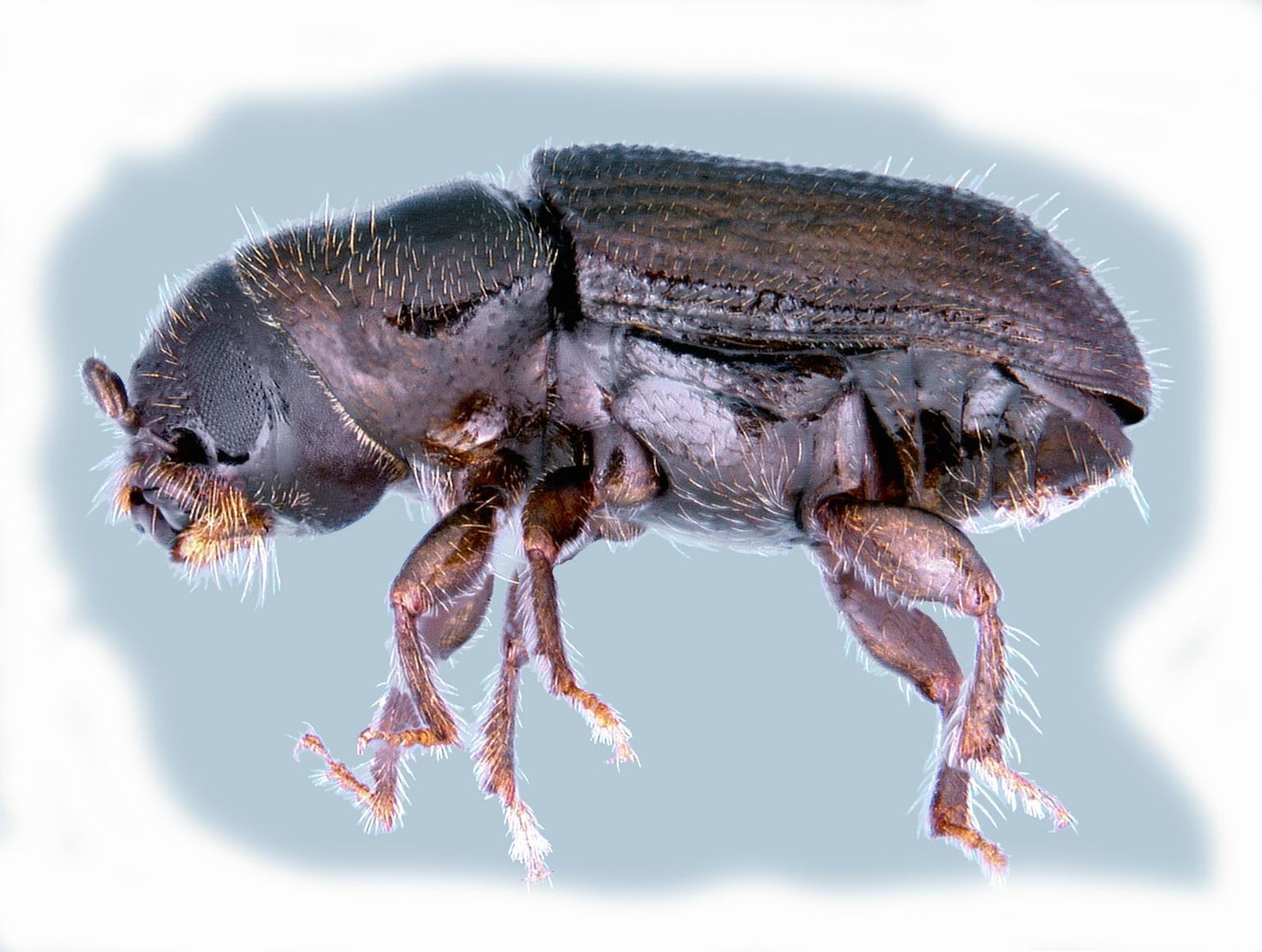
Symbiont Dendroctonus frontalis von Streptomyces

Mycangimycin kommt in einer Streptomyces-Art vor, die mutualistisch mit Dendroctonus frontalis (aus der Unterfamilie der Borkenkäfer) lebt.

## Eigenschaften
Mycangimycin ist ein Fungizid, das selektiv gegen den Pilz Ophiostoma minus wirkt, der Dendroctonus frontalis befällt. Pilze der Gattung Entomocorticium, die in einer mutualistischen Beziehung zu den Käfern stehen, sind jedoch kaum betroffen. Es wirkt aber auch gegen mehrere Arten der Gattungen Candida und Penicillium, sowie gegen Saccharomyces cerevisiae. In einer Studie zeigte es außerdem Antimalaria-Wirkung.